# Viktor Arnar Ingólfsson
Viktor Arnar Ingólfsson (Akureyri, 12 de abril de 1955) es un escritor islandés de novela policíaca nominado diez veces al Premio Llave de Cristal.
Está diplomado en ingeniería civil y compagina su carrera como escritor trabajando en la administración de transportes. Está casado y tiene una hija. 

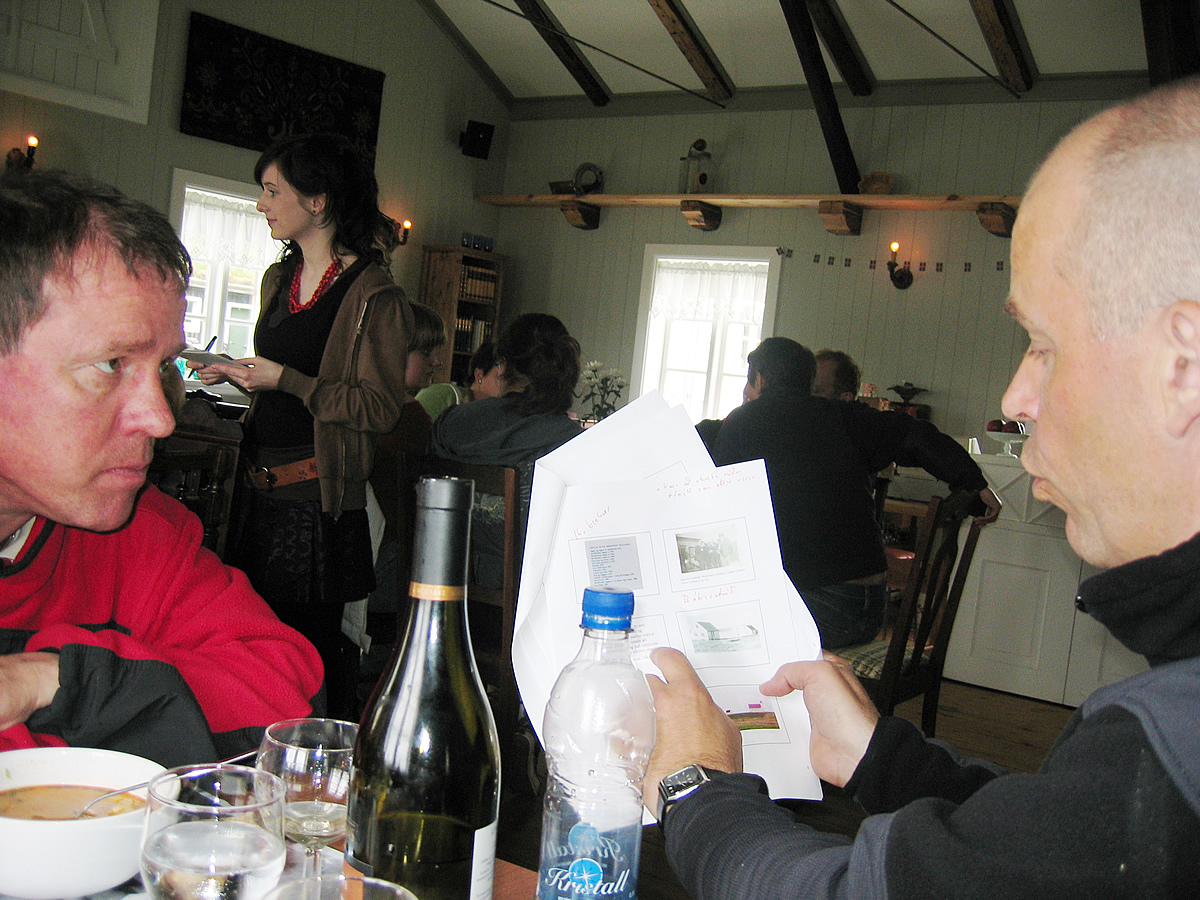
Viktor Arnar (derecha) en Flatey
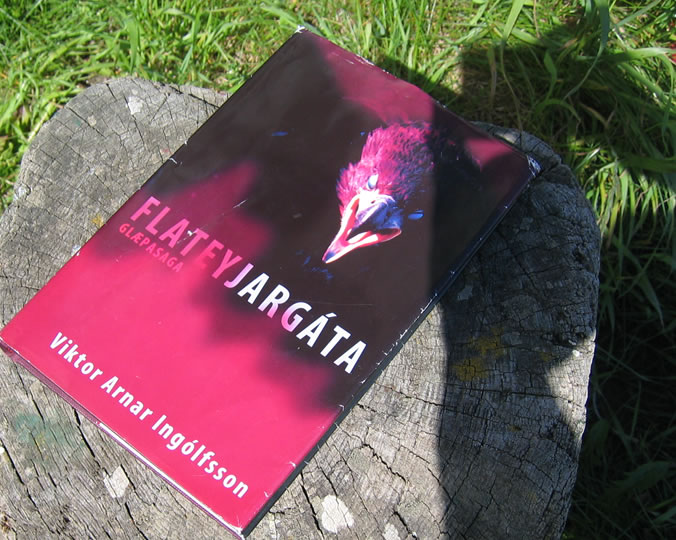
Flateyjargáta

## Obra
- 1978 - Dauðasök
- 1982 - Heitur snjór
- 1998 - Engin spor
- 2003 - Flateyjargáta
- 2005 - Afturelding

- Datos: Q964486
- Multimedia: Viktor Arnar Ingólfsson / Q964486